# Liminalität
Liminalität ist ein 1963 vom Ethnologen Victor Turner geprägter Begriff. Er beschreibt einen Schwellenzustand, in dem sich Individuen oder Gruppen befinden, nachdem sie sich rituell von der herrschenden Sozialordnung gelöst haben. Turner unterscheidet im Rückgriff auf Arnold van Gennep bei den Übergangsriten drei Phasen: die Trennungs-, die Schwellen- und die Angliederungsphase. Liminalität befindet sich in der zweiten Phase, dem Schwellenzustand. Beispiele sind die Initiationsriten archaischer Gesellschaften oder Revolutionen industrialisierter bzw. moderner Gesellschaften. 
Während der liminalen Phase befinden sich die Individuen in einem mehrdeutigen Zustand. Das Klassifikationssystem der (alltäglichen) Sozialstruktur wird aufgehoben. Die Individuen besitzen weder Eigenschaften ihres vorherigen Zustandes noch welche des zukünftigen – sie sind „betwixt and between“. 
Im Falle des klassischen Initiationsritus sind die Passanten während der liminalen Phase keine Kinder mehr, aber auch noch keine Erwachsenen. In den westlichen Kulturen, in denen oft keine wirkmächtigen Initiationsriten dieser Art mehr existieren, können sich Heranwachsende in Pubertät und Adoleszenz zeitweise immer wieder in einer liminalen Phase erleben (Coming of age), ebenso wie junge Erwachsene in der Übergangszeit nach Beendigung des Studiums (sog. akademisches Prekariat). Anders als klassische Initiationsriten, die für gewöhnlich einer gewissen Geheimhaltung unterliegen, werden diese Übergangszeiten in der Moderne stark in populären Medien thematisiert und öffentlich diskutiert (z. B. im Bildungsroman und anderen Coming-of-age-Narrativen).
Turner verwendete auch den Begriff liminoid, um zwischen einem zwangsläufigen liminalen Phänomen (z. B. Pubertät) und den freiwilligen (z. B. Besuch eines Rockkonzerts) zu unterscheiden. Während das Liminale Teil der Gesellschaft ist, ist das Liminoide ein Ausbruch aus den Fesseln der Gesellschaft. Während das Gehen zu Fuß in den Zeiten, als dies das wesentliche Fortbewegungsmittel war, zu Liminalität führen kann (vergl. Canterbury Tales), ist Wandern heute liminoid, weil man es freiwillig macht.
Liminale Räume sind Räume der Veränderung und Innovation, Räume, in denen alles möglich scheint und die sich ständig im Wandel befinden. Der liminale Zustand ist kein fester, sondern ein fluktuierender Schwebezustand.

## Das Konzept der Liminalität in der physischen Welt

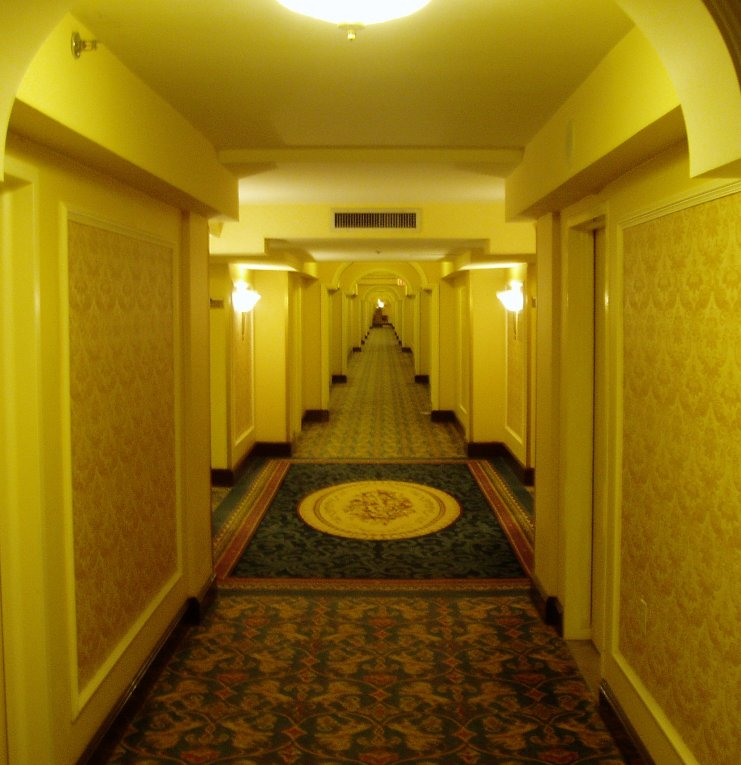
Beispiel von Liminalität in der physischen Welt: Ein leerer Hotelgang

Das Studium von Übergangsriten bietet eine Analogie, aus der Prinzipien für transformative Räume und deren Gestaltung abgeleitet werden können. Klassisch können Treppenhäuser und Aufzüge als Zwischenräume oder Schwellen betrachtet werden. Der Zweck dieser Räume besteht in der Transition von Ort A nach Ort B. Auch ein Parkplatz ist ein Zwischenraum, der nur in Verbindung mit einem Zielort funktioniert. In der Regel ist nicht der Parkplatz selbst das Ziel, sondern ein Ort in dessen Nähe. Terminals an Flughäfen sind Orte, die nur als Wartebereich dienen. Das Ziel ist hierbei das Flugzeug und ein möglicher neuer Ort. Auch wenn Orte die Funktion verlieren, die sie einmal hatten, können sie zu liminalen Räumen werden, wie beispielsweise ein Leuchtturm ohne Licht oder eine stillgelegte Fabrik.
Man betritt diese Zwischenräume jedes Mal, wenn man sich auf dem Weg irgendwohin befindet. Auch der Weg vom Schreibtisch zu einem Konferenzraum, auf dem man Kollegen trifft und ein Austausch stattfindet, gehört zu diesen Zwischenräumen. Liminale Räume können auch über Orte für Gespräche hinausgehen und als Orte der Entspannung dienen. Diese Konzepte entstammen der Verhaltenspsychologie und berücksichtigen menschliche Bedürfnisse, die auf angeborenen neurologischen Reaktionen beruhen.

## Das Konzept der Liminalität in Computerspielen
Im Bereich der Computerspiele wird das Konzept der Liminalität, wenn auch teils unabsichtlich, als Element des Horrors genutzt. Leere, Entrückung und ein schwer zu fassender Schwebezustand sind Gefühle, die in manchen Spielen durch die Gestaltung anhand liminaler Prinzipien erreicht werden. Die Isolation und die fehlende Identifikation mit der Umgebung durch die Abwesenheit von Mitmenschen kann eine unheimliche Stimmung zum Ausdruck bringen. Zum Beispiel verliert ein Büro ohne Menschen oder Mobiliar gewissermaßen seinen Zweck und wird dadurch aus der Realität gehebelt.
Beispiele von Computerspielen, die sich am Konzept der Liminalität bedienen:
- The Stanley Parable (2011), Galactic Cafe
- NaissanceE (2014), Limasse Five
- Mirror’s Edge (2008), DICE
- The Backrooms Game (2019), Pie On A Plate Productions
- Superliminal (2020), Pillow Castle
- Half-Life 2 (2004), Valve Corporation
- Signalis (2022), Rose-Engine

### Beispiele aus der Medienkunst
- Liminal Air Space-Time (2012), Shinji Ohmaki
- Kepler's Garden: Future Room and Liminal Spaces (re-edit) 360˚ film screening (2020), Department of Digital Arts (Fulldome & VR/AR Lab) at the University of Applied Arts Vienna, in collaboration with kondition pluriel in the framework of the HRSM Project, Socially Aligned Visual Art Technology and Perception (SAVATAP)
- Liminal Room (2015), Refik Anadol
- Future Voices / Zukunftsmusik (2021), Society for Nontrivial Pursuits